# Teleogonia diagonalis
Teleogonia diagonalis är en insektsart som beskrevs av Young 1977. Teleogonia diagonalis ingår i släktet Teleogonia och familjen dvärgstritar. Inga underarter finns listade i Catalogue of Life.